# Vladimír Fultner
Vladimír Fultner, křtěný Vladimír Karel Václav, (28. července 1887 Hradec Králové – 2. října 1918 Záhřeb) byl český architekt. Působil především na Královéhradecku.

## Život
Vladimír Fultner se narodil v Hradci Králové a po maturitě na tamější reálce odešel v roce 1904 studovat architekturu na pražské technice. Mezi jeho profesory patřili Josef Schulz a Jan Koula, mezi spolužáky pak Pavel Janák, Josef Chochol, Vlastislav Hofman, Emil Králík, Ludvík Kysela, Jaroslav Stockar, Vladimír Zákrejs, Oldřich Tyl, Josef Rosipal a další. Zatímco vzdělávací program Fultner považoval za historizující, v práci spolužáků nacházel inspiraci. Školu však nakonec nedokončil.
V letech 1908–1909 pracoval Fultner na malých návrzích například pro Jubilejní výstavu Obchodní a živnostenské komory v Praze, výstavu malíře Josefa Navrátila v pražském Rudolfinu nebo pro výrobce pian Petrof. Jeho dva návrhy pian byly zřejmě inspirovány podobnými výtvory Josepha Marii Olbricha a Otto Wagnera.
V architektuře se Fultner začal prosazovat v roce 1909, a to za podpory svého strýce Antonína Hanuše, hradeckého velkoobchodníka s kůžemi, který mu zadal zakázku na přestavbu svých tří domů. Na realizaci je patrná inspirace Olbrichovou darmstadtskou školou (výrazně vertikální kompozice, geometricky secesní dekor). V letech 1909–1910 se Fultner věnoval návrhům dvou rodinných domů, Píšovy a Charvátovy vily ve Střelecké ulici v Hradci Králové. Od roku 1910 pracoval na návrzích velkých objektů: Živnostenského domu, Hanušova obytného domu, Špalkova obchodního domu. Fultnerovu slibně nastartovanou kariéru zastavil až v roce 1912 výrazný útlum stavebního ruchu v Hradci Králové. Fultner navíc od stylu secese přešel, zřejmě pod vlivem Josefa Gočára, ke kubismu – v roce 1913 publikoval v časopisu Styl několik kubistických projektů – pro tento druh uměleckého vyjádření ale nenašel v Hradci Králové uplatnění. Vila Čerychových, zbudovaná v roce 1913 v Jaroměři, pak obsahuje i řadu kubistických prvků.
Fultner po roce 1913 na krátko přesídlil zpět do Prahy, kde studoval. S počátkem první světové války ale nastoupil do vojenské služby. Zemřel 2. října 1918 ve vojenské nemocnici v Záhřebu.

## Dílo
- Hanušův dům v Hradci Králové (1909–1911)[2][3]
- vila Václava Píši v Hradci Králové (1909–1910)[2][3]
- vila Václava Charváta v Hradci Králové (1909–1910)[2][3]
- Špalkův obchodní a obytný dům v Hradci Králové (1910–1911)[2][3]
- Živnostenský dům v Hradci Králové (1910–1911)[2][3]
- hrobka Ludvíka Lederera v Jaroměři, ve spolupráci s Otakarem Španielem (1911)[3]
- náhrobek Doubravky Šímové na Ústředním hřibově v Brně, ve spolupráci s Otakarem Španielem (1911)[2]
- Hanušův obytný dům v Hradci Králové (1911–1912)[2][3]
- vila Otakara a Karly Čerychových v Jaroměři (1912–1913)[2][3]
- náhrobek rodiny Koníčkovy na hřbitově U Všech svatých v Kutné Hoře, spolupráce s Ladislavem Kofránkem (1912–1913)[2]
- náhrobek rodiny Prášilovy na Vinohradském hřbitově v Praze, spolupráce s Ladislavem Kofránkem (1912–1913)[2]

## Galerie

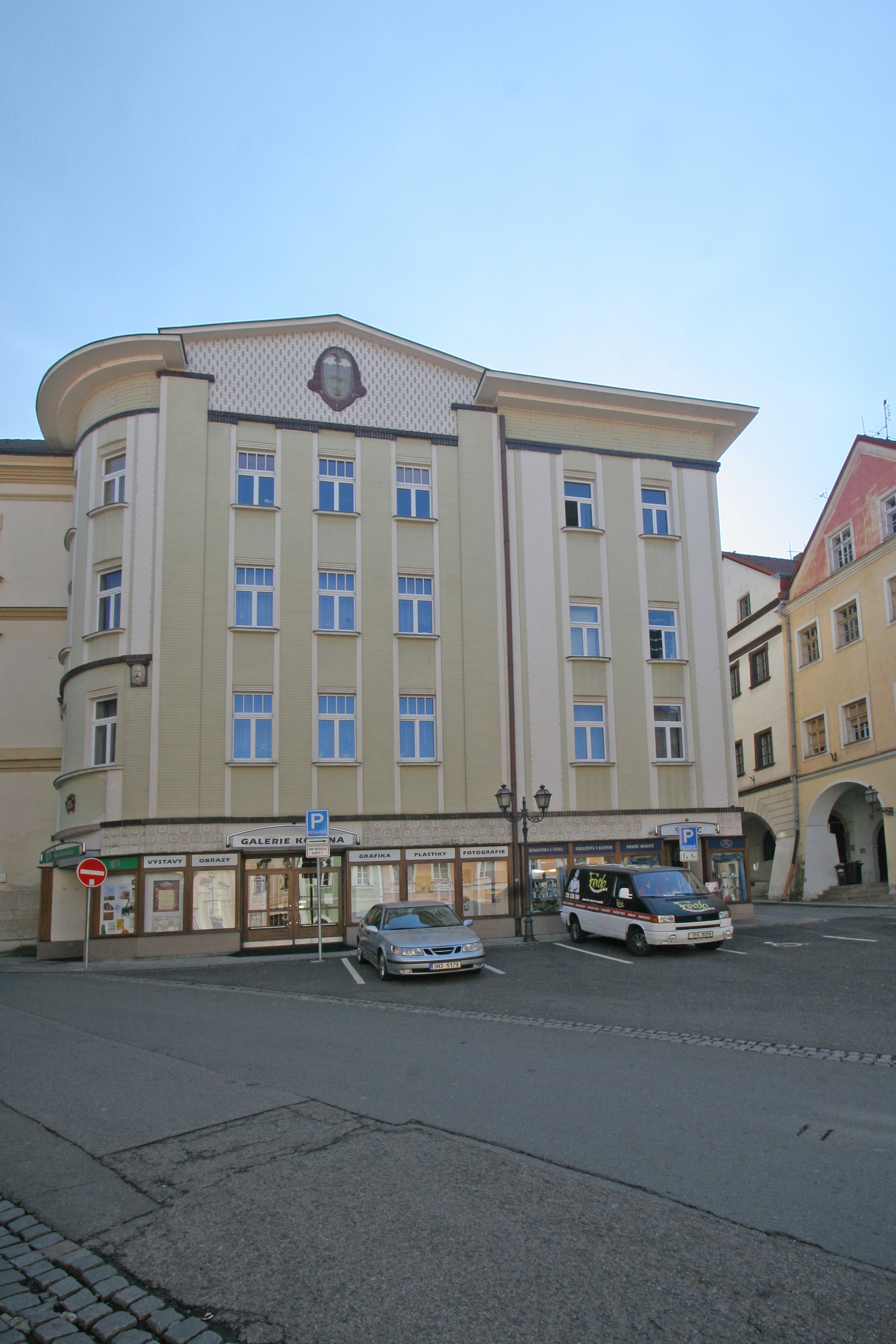
Hanušův dům (1909–11)
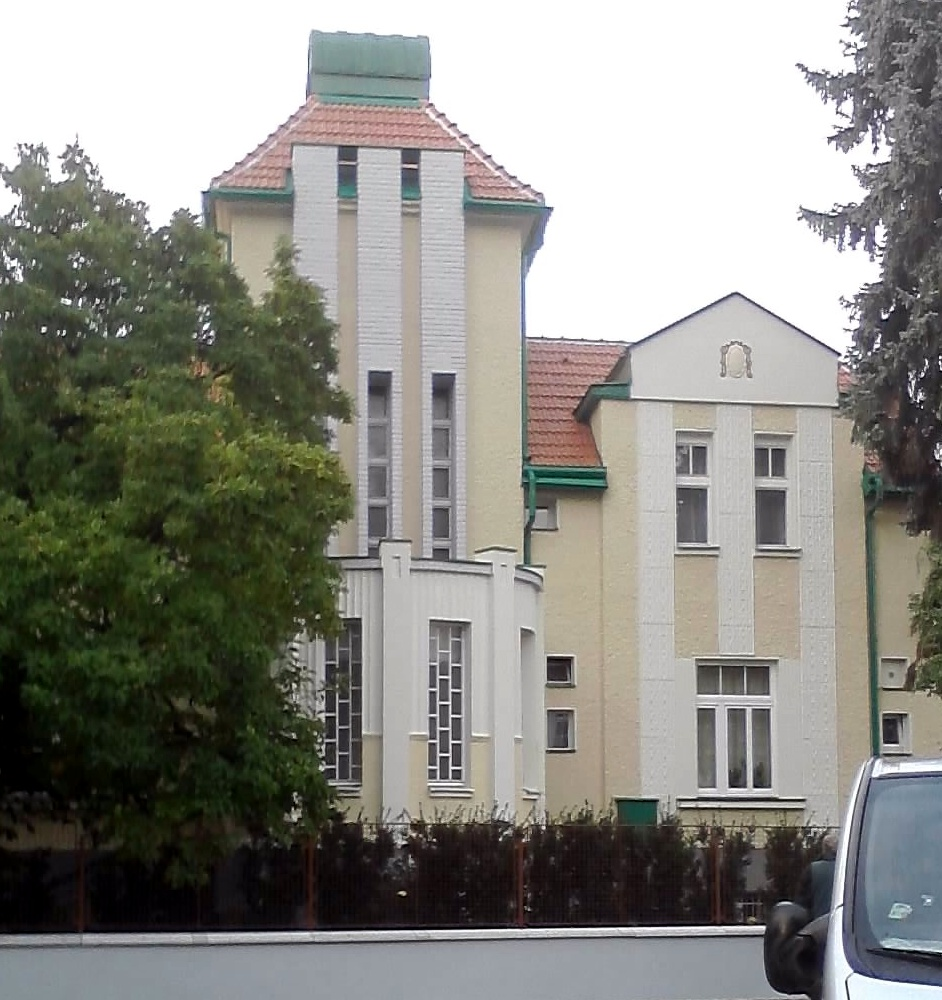
Píšova vila
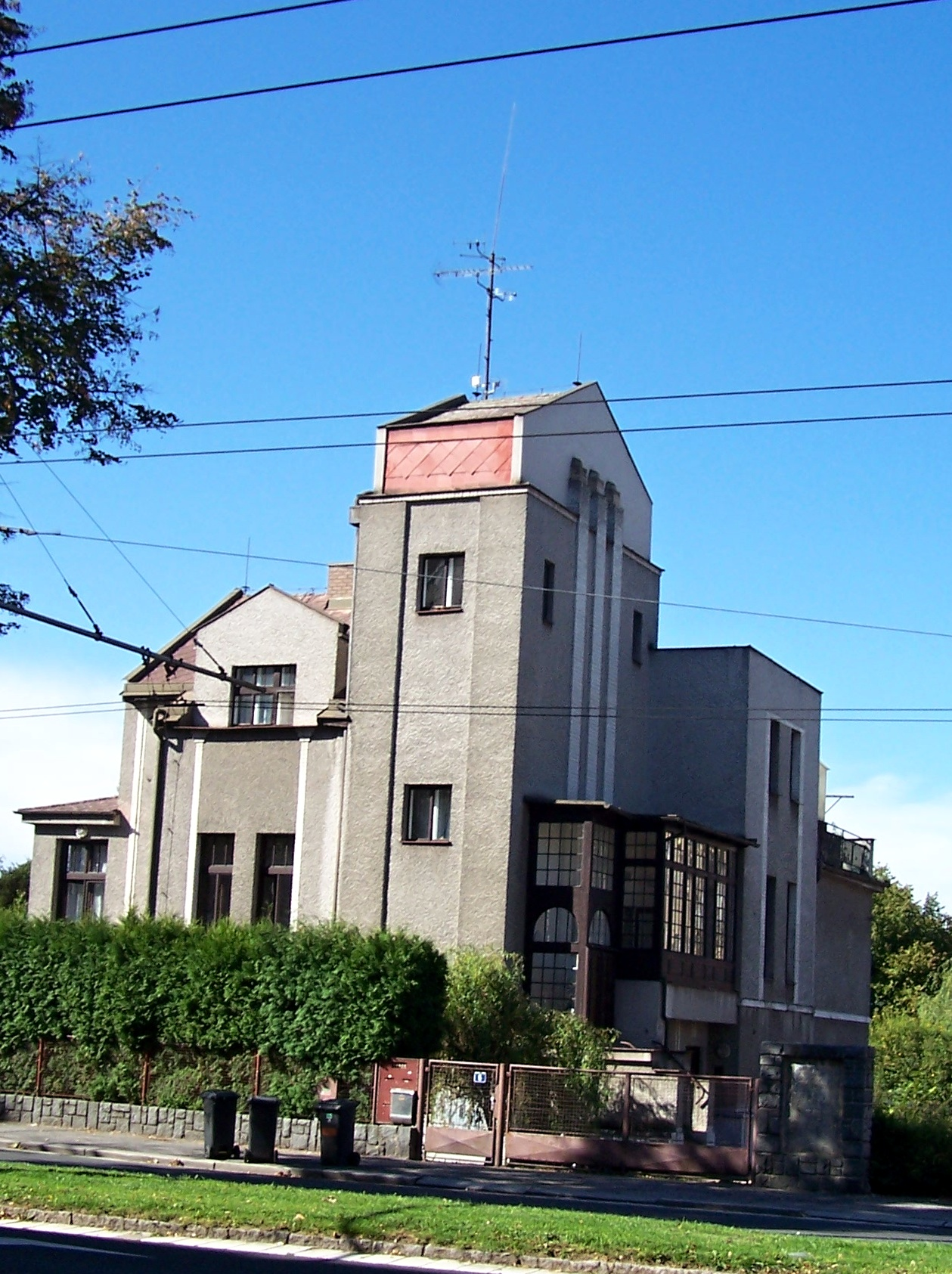
Vila Václava Charváta
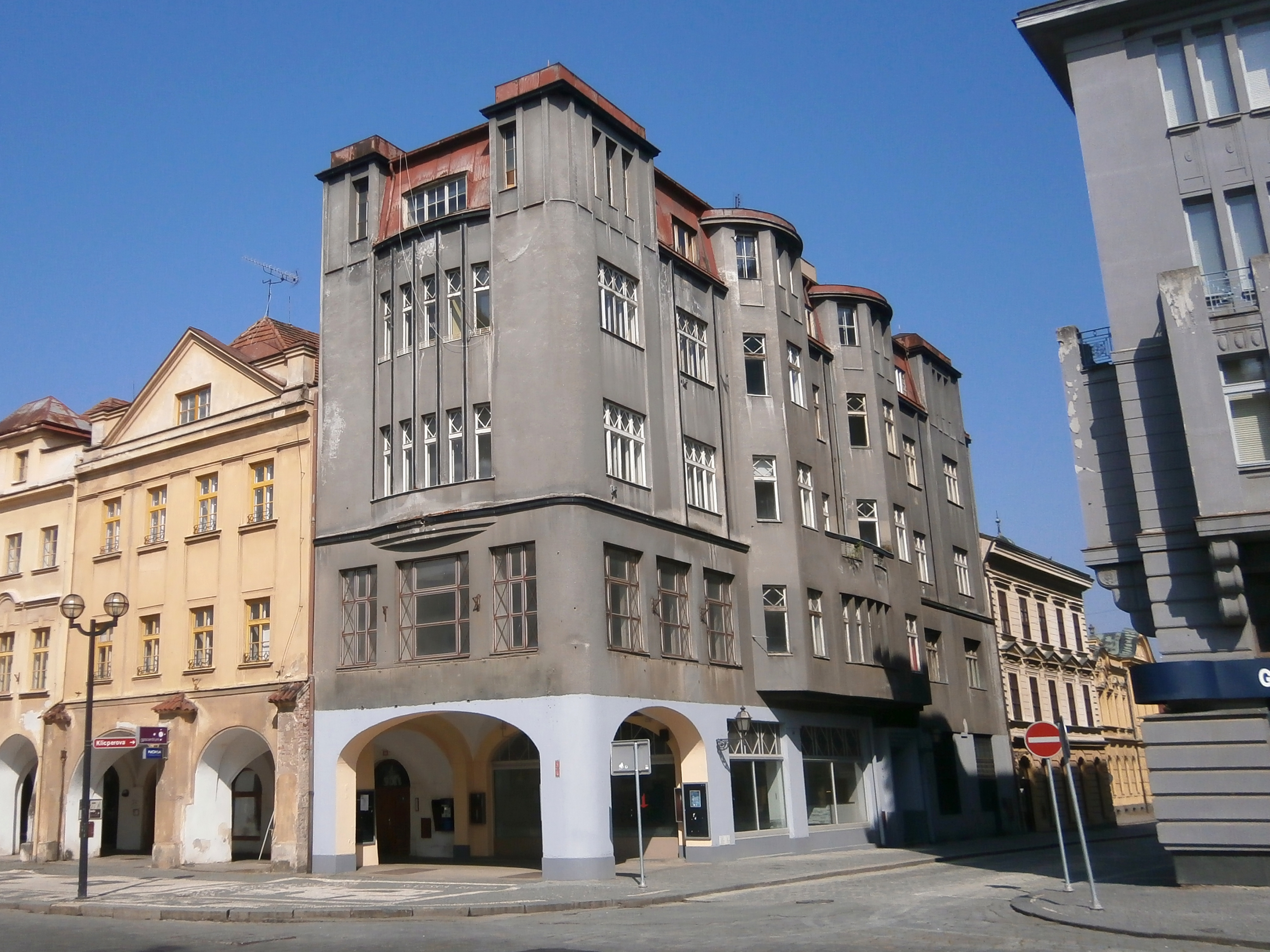
Špalkův obchodní dům
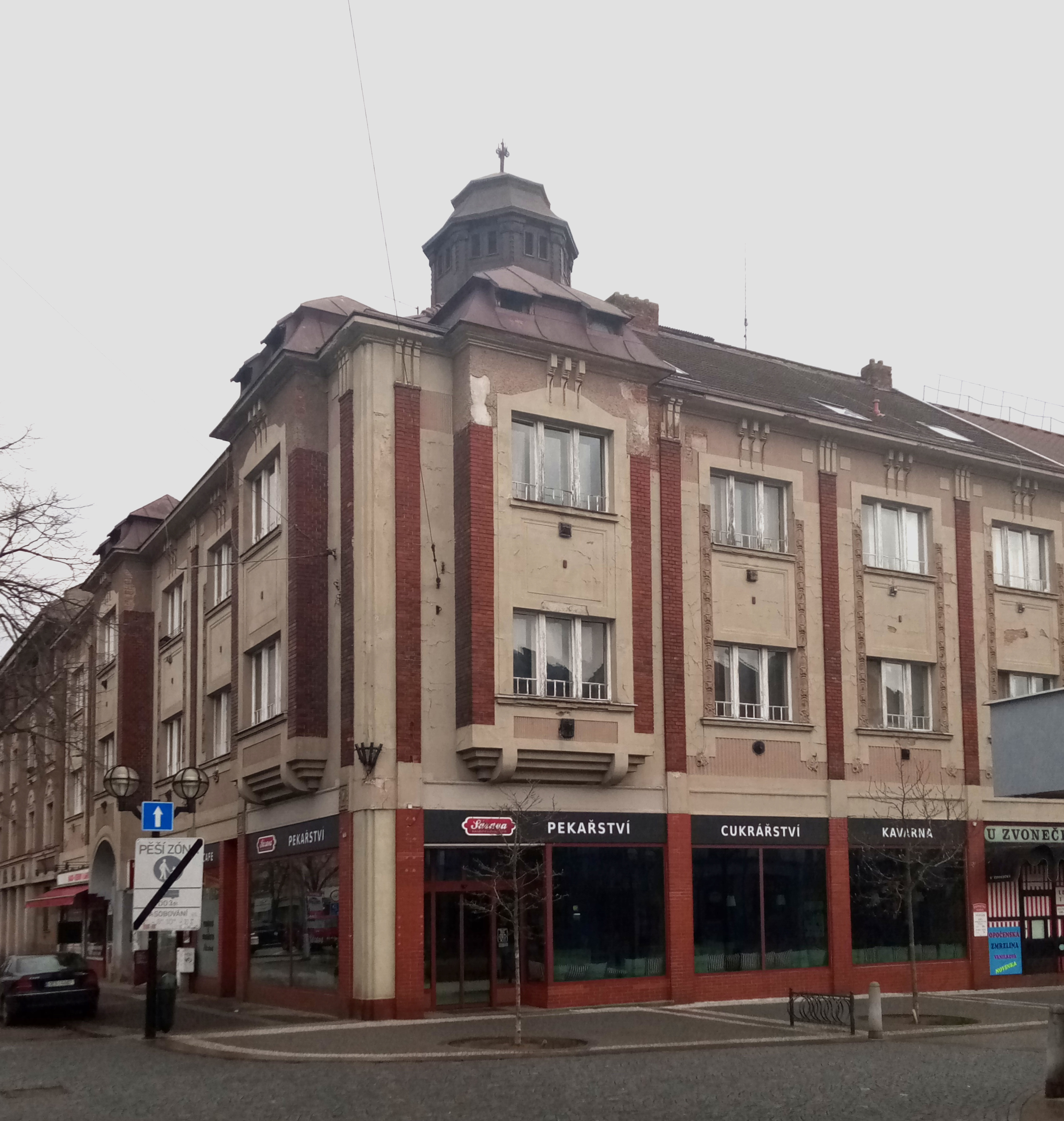
Hanušův obytný dům (1911–1912)